# Żambył Żabajew
Żambył Żabajew (kaz. Жамбыл Жабаев; także Жамбыл Жабайұлы, Żambył Żabajuły; ros. Джамбул Джабаев, Dżambuł Dżabajew; ur. 28 lutego 1846 w Siedmiorzeczu, zm. 22 czerwca 1945 w Ałma-Acie) – kazachski poeta ludowy – akyn.

## Życiorys
Pomimo sprzeciwu ojca został uczniem akyna Suyunbaja i po czterech latach jako 20 latek sam został akynem. Nie umiał czytać an i pisać. Kilku rosyjskich i kazachskich poetów twierdziło, że byli autorami wierszy poety. Wśród nich był Konstantin Simonow. Akompaniował sobie na dombrze. Opublikował wiersze na cześć Józefa Stalina i szefa NKWD Nikołaja Jeżowa pod tytułem „Narkom Jeżow” opisując go jako „bystrookiego i mądrego”, który objawił się narodowi „w świetle błyskawicy”, a „dla bitwy piastowało go rozumne słowo wielkiego Lenina”.
Był laureatem nagrody Stalina, kawalerem Orderu Lenina, Czerwonego Sztandaru Pracy i Orderu „Znak Honoru”. W 1977 roku otrzymał przyznany pośmiertnie medal „Za obronę Leningradu”.

## Pamięć w Kazachstanie
W latach 1938–1998 miasto obwodowe Taraz w Kazachstanie nosiło nazwę Dżambuł na jego cześć, obwód żambylski nadal nosi jego imię.
W miejscowości Żambył, 10 km od Uzynagasz w domu w którym akyn mieszkał od 1938 roku, utworzono muzeum. Obok, na terenie parku stoi jego stary dom. Na łąkach pomiędzy Uzynagaszem, a wioską w 1996 roku podczas odchodów 150 urodzin ułożono obraz Żambyła. Po śmierci Żambyła w 1946 roku zostało zbudowane mauzoleum (odnowione w 1958 roku), którego projekt przygotował Iwan Biełocerkowski. Ma ono 10 metrów wysokości i zostało wyłożone marmurowymi płytami. Do środka prowadzą cztery pary żeliwnych drzwi.
W 1952 roku Jefim Dzigan nakręcił film fabularny Dżambuł (Джамбул). W 1992 roku Kalila Umarow nakręcił film dokumentalny Żambył: Wielki piosenkarz ludzkości (Жамбыл: Великий певец человечества). Jerłan Sydykow w 2015 roku napisał książkę Żambył, która została wydana w Moskwie, a w 2016 roku przetłumaczona na serbski i wydana w Belgradzie. W Kazachstanie książka była prezentowana podczas obchodów 170 rocznicy urodzin akyna.